# Sabra (Algieria)
Sabra (arab. السوانى; fr. Souani) – gmina w prowincji Tilimsan, w Algierii, znajdująca się w północno-zachodniej części prowincji, około 20 km na zachód od Tilimsan. W 2008 roku gminę zamieszkiwało 28 555 osób. Numer statystyczny gminy w Office National des Statistiques d'Algérie to 1306.